# Edwin van der Sar
Edwin van der Sar (* 29. října 1970 Voorhout) je bývalý nizozemský profesionální fotbalový brankář, který naposledy chytal za anglický Manchester United, a fotbalový funkcionář, který do léta 2023 působil na pozici CEO nizozemského klubu AFC Ajax. Mezi lety 1995 a 2008 odchytal také 130 utkání v dresu nizozemské reprezentace. S nizozemskou reprezentací si zahrál na EURO 1996, 2000, 2004 a 2008 a na mistrovství světa 1998 a 2006. Od roku 2004 byl reprezentačním kapitánem.
V letech 1994, 1995, 1996 a 1997 získal ocenění Fotbalový brankář roku Nizozemska. Van der Sar je kritiky i spoluhráči považován za jednoho z nejlepších brankářů všech dob. Je také jedním z nejúspěšnějších fotbalistů všech dob, během své kariéry získal 26 velkých trofejí, především v Ajaxu a Manchesteru United. V sezóně 2008/09 vytvořil světový rekord, když 1311 minut neinkasoval ligový gól. Je také nejstarším hráčem, který dokázal vyhrát Premier League - v roce 2011 mu bylo 40 let a 205 dní. Van der Sar je držitelem několika individuálních ocenění, včetně ocenění pro nejlepšího evropského brankáře v letech 1995 a 2009 a klubového brankáře roku UEFA v roce 2009.

## Klubová kariéra
Chytat začal v provinčním klubu FC Forholte, odkud odešel do VV Noordwijk, který je podporován Ajaxem, se kterým později v roce 1995 vyhrál Ligu mistrů.
V roce 1999 AFC Ajax opustil a odešel hrát do Juventusu, kde však příliš dlouho nevydržel. O dva roky později jej koupil Fulham.
O čtyři roky později jej za 2 miliony liber koupil Manchester United. V roce 2008 získal druhý titul v Lize mistrů a stal se tak jedním z osmi hráčů, kteří vyhráli tuto soutěž s více než jedním klubem.
Jeho poslední zápas za United se odehrál 28. května 2011 ve finále Ligy mistrů proti Barceloně, které United prohráli 3:1. Ve svých 40 letech a 211 dnech se stal nejstarším mužským hráčem, který nastoupil ve finále evropského poháru v éře Ligy mistrů.
V roce 2011 ukončil profesionální kariéru, ale v roce 2016 odchytal jedno utkání za nizozemský amatérský tým VV Noordwijk, za který dříve hrával v mládí.

## Reprezentace
V červnu 1995 zaznamenal svůj reprezentační debut proti Bělorusku.
V brance stál u všech smolných penaltových rozstřelů, které Nizozemsko prohrálo: EURO 1996, Mistrovství světa 1998 a EURO 2000.
Toto nizozemské penaltové prokletí zlomil až ve čtvrtfinále EURA 2004 proti Švédsku, kdy chytil penaltu Olofu Mellbergovi a dal tak šanci Arjenu Robbenovi proměnit rozhodující penaltu.
Na MS 2006 dostal v zápase základní skupiny proti Pobřeží slonoviny gól až po 1 013 odchytaných minutách s čistým kontem, což je evropský reprezentační rekord.
V roce 2008 ukončil reprezentační kariéru.

## Trenérská kariéra
Van der Sar se 19. listopadu 2012 ujal funkce marketingového ředitele Ajaxu. Koncem roku 2016 byl povýšen do funkce generálního ředitele.
Ajax několik let úspěšně řídil, společně s trenérem Erikem ten Hagem a technickým ředitelem Marcem Overmarsem; v roce 2019 dovedli tým do semifinále Ligy mistrů. Po odvolání Overmarse z nevhodného chování a odchodu ten Haga do Manchesteru United dosadil do pozice nového trenéra Alfreda Schreudera, který byl v lednu 2023 propuštěn po sérii sedmi ligových zápasů bez vítězství. Na konci sezony 2022/23 se Ajaxu nejen nepodařilo obhájit titul, ale nedostal se ani do Ligy mistrů a Van der Sar podal výpověď.